# Mas Alrà
El Mas Alrà o Ca n'Oliver és un mas al terme municipal de Vilobí d'Onyar (la Selva) declarat bé cultural d'interès nacional. El topònim Mas Alrà es troba documentat en un capbreu de l'any 1338. La capella dels Dolors data de l'any 1609. La casa va ser comprada l'any 1980 per l'actual propietari. Es va restaurar i rehabilitar l'habitatge principal i les dependències dels masovers, agregant l'espai de les quadres com a habitatge. Des de l'any 1988 hi viuen dos dels fills de Joaquim Vivas i Solà.
La construcció actual està formada per diversos cossos d'ampliació de diferents èpoques. L'edificació principal és de dues plantes i golfes, vessant a façana i cornisa catalana, amb una torre a la banda esquerra de planta rectangular, tres pisos i coberta a dues vessants amb caiguda lateral. Adossada a aquesta torre hi ha un cos de dependències dels segles xviii i xix que originalment eren les quadres. A la part posterior hi ha un gran cos d'ampliació de planta rectangular, dues plantes i coberta amb vessants a laterals.
La façana té un portal adovellat d'arc de mig punt sobre el qual hi ha una gran barbacana de rajol molt ben conservada. A banda i banda, hi ha unes finestres d'estil gòtic geminades i trevolades sense la columneta de divisió. Les impostes estan decorades amb motius florals i un escut central. Les obertures de la torre són de pedra amb llinda monolítica igual que la finestra de la dreta avui convertida en balcó. La façana lateral conserva obertures amb impostes. A la part de les golfes hi ha quatre òculs el·líptics.
A l'interior a l'entrada hi ha una sala amb voltes sostingudes per arcs, l'antic pou i les escales de pedra que menen a la planta noble. Hi ha també una inscripció a una llinda amb el nom "PAU SALVANYA". A l'esquerra hi ha una porta d'accés a l'antiga casa dels masovers i a les quadres que avui han estat rehabilitades com a habitatge, conservant els elements constructius originals com les voltes de rajol. Les noves obertures s'han fet seguint l'estil de les originals emmarcades amb pedra.
Al davant hi ha una gran era circular amb paviment de toves i un muret perimetral de rajols, molt ben conservada, i un gran porxo amb dos arcs de mig punt de rajol i coberta a dos vessants a laterals refeta amb bigues de formigó. Les parets laterals i la posterior són de fang i han perdut l'arrebossat de calç. Té dos cossos laterals a banda i banda fets posteriorment. Al costat dret de l'edifici principal s'aixeca la Capella de la Mare de Déu dels Dolors del segle xvii.